# Birchall Peaks
Birchall Peaks är en bergstopp i Antarktis. Den ligger i Västantarktis. Inget land gör anspråk på området. Toppen på Birchall Peaks är 391 meter över havet.
Terrängen runt Birchall Peaks är huvudsakligen kuperad, men åt nordost är den platt. Trakten är obefolkad. Det finns inga samhällen i närheten.